# Eurodryas flavofasciata
Eurodryas flavofasciata är en fjärilsart som beskrevs av Hackray 1934. Eurodryas flavofasciata ingår i släktet Eurodryas och familjen praktfjärilar. Inga underarter finns listade i Catalogue of Life.